# Karl Ederer
Karl Ederer (* 17. Mai 1955 in Sattelbogen) ist ein deutscher Koch und Gastronom.

## Leben
Ederer blieb nach seiner Ausbildung in München und wechselte dort 1975 zu Eckart Witzigmann ins Tantris. Weitere Stationen (jeweils als Commis de cuisine) waren das Restaurant Bruderholz unter Hans Stucki in Basel und in Paris das Fischrestaurant Le Duc. Danach wechselte er zu den Drei-Sterne-Köchen Bernard Loiseau in Saulieu und Alain Senderens in Paris. 1980 kehrte er nach München zurück, als Sous-Chef in Eckart Witzigmanns Aubergine, das ebenfalls mit drei Sternen ausgezeichnet war.
1983 eröffnete Ederer mit Michel Dupuis als Sommelier das Restaurant Glockenbach in Münchens gleichnamigem Stadtteil. 1995 wurde es mit einem Michelin-Stern ausgezeichnet. 1993 eröffnete Ederer zudem das Bio-Restaurant Schweinsbräu in den Herrmannsdorfer Landwerkstätten, das er bis  1998 leitete. Im Fernsehsender tm3 hatte er von 1997 bis 2000 die Koch-Rubrik in der Sendung Leben und Wohnen.
2001 eröffnete er in der Münchener Innenstadt bei den Fünf Höfen das Restaurant Ederer. Im August 2014 übergab er dieses Lokal an seinen Schüler  Ali Güngörmüş. Von Januar 2015 bis Dezember 2017 führte er die Augustiner-Wirtschaft Zur Schwalbe in der Schwanthalerhöhe.
Im Mai 2019 öffnete er in München das Restaurant Ederer, erneut mit Michel Dupuis im Team.

## Auszeichnungen
- 1993: „Restaurateur des Jahres“ von Gault-Millau
- 1995: ein Michelin-Stern für das Restaurant Glockenbach

## Publikationen
- Fisch und Meeresfrüchte für Feinschmecker, München, Gräfe und Unzer 1992
- Deutsche Küche, Co-Autor Ederer neben Nicolai Buroh, Teubner 2007
- Heimat-Food: Meine Rezepte, Ludwig Buchverlag 2010